# Giuseppe Chiari (compositore)
Giuseppe Chiari (Firenze, 26 settembre 1926 – Firenze, 9 maggio 2007) è stato un pittore e compositore italiano.

## Biografia
Fu musicista, pianista ed artista visivo e fece parte del movimento Fluxus.
Inizia a scrivere musica dal 1950 "una musica, quella del 1950, che anticipa di 20 anni il minimalismo". Sue composizioni del primo periodo sono gli Intervalli e gli Studi sulla singola frequenza. Tra le opere successive Gesti sul piano del 1962 e L'arte è facile del 1972.
All'interno del gruppo Fluxus sperimenta il concetto di Musica visiva combinando l'arte visiva e musicale in un continuum dove la musica si caratterizza per la sua componente visiva. "Sul fronte delle arti visive l'astrattismo e il concettuale conquistano irreversibilmente l'incorporeità tipica dell'espressione musicale".
È un esponente e principale promotore della corrente artistica fiorentina, operante dalla fine della seconda guerra mondiale ad oggi, definita Musica d'Arte (Musica visiva e Fluxus) comprendente Giancarlo Cardini, Marcello Aitiani, Daniele Lombardi, Albert Mayr, Pietro Grossi, Sylvano Bussotti, e Sergio Maltagliati. Questi musicisti hanno sperimentato l'interazione tra suono, gesto e visione, una sinesteticità dell'arte frutto delle avanguardie storiche, da Kandinskij al futurismo, da Scriabin a Schönberg, fino al Bauhaus.
Numerose sono le mostre collettive a cui ha partecipato ricordiamo qui alcune come la X Quadriennale di Roma, le diverse edizioni della Esposizione internazionale d'arte di Venezia del 1972, 1976, 1978, Documenta 5 a Kassel nel 1972, Biennale of Sydney del 1990.
Numerosissime sono le personali allestite sia prima sia dopo la morte del maestro, ricordiamo alcune delle più importanti: quella tenuta presso il "Careof DOCVA" Centro per la documentazione delle arti visive a Milano nel 2009 dal titolo Giuseppe Chiari, la mostra performance del 2011 tenuta all'Auditorium Parco della Musica di Roma a cura di Achille Bonito Oliva per il progetto FLUXUS BIENNIAL; quella del 2013 al Museo d'arte contemporanea Villa Croce dal titolo A proposito di Giuseppe Chiari, quella tenuta nel 2014 a Palazzo Tagliaferro ad Andora dal titolo Giuseppe Chiari - Gli anni dell'avanguardia e oltre, quella tenuta nel 2015 al Museo Diotti dal titolo Giuseppe Chiari - Quit Classic Music, l'antologica tenuta al Miart di MIlano nel 2016.
Sue opere sono conservate in numerosi musei: Alla Collezione Gori di Santomato di Pistoia, nella collezione permanente di Palazzo Fabroni a Pistoia, l'opera Art is to say della collezione Palli al Museo Novecento di Firenze, varie opere al Museo sperimentale d'arte contemporanea dell'Aquila e al MAMBO di Bologna.

## Discografia
- Suono, segno, gesto visione a Firenze  (cd 1): S. Bussotti, G. Cardini, G. Chiari, D. Lombardi. (cd 2): P. Grossi, G. Chiari, G. Cardini, A. Mayr, D. Lombardi, M. Aitiani, S. Maltagliati (Atopos music 1999-2008).

## Scritti
- Chiari Giuseppe, Musica Senza Contrappunto, Ed. Lerici, Roma 1969.
- Chiari Giuseppe, Musica Madre, Preparo editore, Milano 1973.
- Chiari Giuseppe con testo di Gillo Dorlfles, Il metodo per suonare, ed. Martano, Torino 1976.
- Chiari Giuseppe, Teoria (a cura e con un testo di Roberto Costantino; traduzione in inglese di Simonetta Fadda), Studio Leonardi, Genova, 1994.